# Orlando Miracle 2001
La stagione 2001 delle Orlando Miracle fu la 3ª nella WNBA per la franchigia.
Le Orlando Miracle arrivarono quinte nella Eastern Conference con un record di 13-19, non qualificandosi per i play-off.

## Roster
| N° | Naz.                   | Ruolo | Sportivo        | Anno | Alt. | Peso |
| -- | ---------------------- | ----- | --------------- | ---- | ---- | ---- |
| 5  | Stati Uniti (bandiera) | G     | Elaine Powell   | 1975 | 175  | 73   |
| 10 | Stati Uniti (bandiera) | A     | Carla McGhee    | 1968 | 188  | 78   |
| 11 | Stati Uniti (bandiera) | C     | Taj McWilliams  | 1970 | 191  | 83   |
| 12 | Stati Uniti (bandiera) | G     | Tiffany Wait    | 1978 | 178  | 73   |
| 14 | Stati Uniti (bandiera) | G     | Shannon Johnson | 1974 | 170  | 67   |
| 21 | Stati Uniti (bandiera) | A     | Brooke Wyckoff  | 1980 | 185  | 83   |
| 22 | Stati Uniti (bandiera) | A     | Jessie Hicks    | 1971 | 193  | 85   |
| 28 | Brasile (bandiera)     | A     | Cíntia Tuiú     | 1975 | 193  | 82   |
| 32 | Stati Uniti (bandiera) | GA    | Katie Douglas   | 1979 | 185  | 75   |
| 33 | Stati Uniti (bandiera) | A     | Jaclyn Johnson  | 1979 | 185  | 91   |
| 42 | Stati Uniti (bandiera) | G     | Nykesha Sales   | 1976 | 183  | 73   |
| 44 | Stati Uniti (bandiera) | GA    | Tawona Alhaleem | 1974 | 183  | 68   |

## Staff tecnico
- Allenatore: Carolyn Peck
- Vice-allenatori: Charlene Thomas-Swinson, Michael Peck